# Monozytenleukämie
Die Monozytenleukämie ist eine Erkrankungsgruppe der akuten myeloischen Leukämie (AML). Bei dieser AML-Form kommt es zu einer unabhängigen
Blutzellbildung mit krankhaft veränderten Monozyten im Knochenmark. Dabei werden die unreifen Blasten in die Blutbahn ausgeschwemmt, sodass es bei Nichtbehandlung innerhalb kurzer Zeit zum Tod des Patienten führt.

## Ursachen
Für die Entstehung der Monozytenleukämie werden Umweltfaktoren (Benzol, Ionenstrahlung) und genetische Veranlagung verantwortlich gemacht.
Die veränderte Erbsubstanz unterdrückt die normale Blutbildung im Knochenmark und führt zur ungehemmten Zellteilung der bösartig veränderten Zellen. Es entsteht eine gravierende Abnahme der Blutplättchen (Thrombozytopenie) und eine Vermehrung der weißen Blutkörperchen Leukozytose.

## Symptome
Zu Beginn haben die erkrankten Personen Allgemeinsymptome wie Fieber, Nachtschweiß oder Müdigkeit.
Mit Krankheitsfortschritt werden aber die Symptome stärker: Blutarmut (Anämie) mit blasser Farbe der Haut und Schleimhäute sowie wiederkehrende Infektionen und Pilzinfektionen auf Grund einer sich verfestigenden Immunschwäche treten auf.
Auch eine vergrößerte Milz (Splenomegalie), eine Lymphknotenvergrößerung und eine deutliche Abnahme der Blutplättchenzahl (Thrombozytopenie) mit häufig auftretendem Nasen- und Zahnfleischbluten können beobachtet werden.
Typisch für die Monozytenleukämie ist die Gingivainfiltration, das heißt eine Vergrößerung und Schwellung sowie Entzündung des Zahnfleisches.

## Diagnose
Während die Diagnose einer akuten Leukämie relativ leicht gestellt werden kann, ist die genaue Typisierung der Leukämieform schwieriger.
In der Regel wird die Diagnostik durch eine Knochenmarkspunktion ergänzt, wobei das gewonnene Knochenmarksgewebe oder dessen Zellen zytologisch untersucht werden.

## Therapie
Die Behandlung richtet sich nach Alter und allgemeinem Zustand der erkrankten Person, Genetik der Zellen, der Zelloberflächenbeschaffenheit, dem Krankheitsstadium und dem Grad des Organbefalls und deren funktioneller Beeinträchtigung sowie dem persönlichen Wunsch der/des Erkrankten.
Grundlage der Therapie ist eine intensive Chemotherapie. Ziel der sog. Induktionstherapie ist das Erreichen einer kompletten Remission, d. h. einer Beseitigung aller Krankheitssymptome mit Normalisierung des Blutbildes und Beseitigung der krankhaften Zellpopulation im Knochenmark (Blasten < 5 %).
Bei jüngeren Patienten kann eine Knochenmarktransplantation, d. h. Übertragung gesunder Spender-Knochenmarkstammzellen nach Abtöten des befallenen Patienten-Knochenmarks, helfen.
Darüber hinaus wird auch eine Infekt-Prophylaxe durchgeführt, indem der Nasenrachenraum und der Magen-Darm-Trakt mit lokal wirksamen Medikamenten kontaminationsfrei gehalten werden. Ergänzend werden Bluttransfusionen verabreicht, da rote Blutkörperchen und Blutplättchen in Folge der Anämie ersetzt werden müssen.